# Constantin Magnis
Constantin Magnis (* 1979 in Frankfurt am Main) ist ein deutscher Journalist und Autor.

## Leben
Constantin Magnis studierte Philosophie und Politikwissenschaften an der University of Edinburgh und der Universität Wien. Er schrieb u. a. für Park Avenue, BZ Berlin, Focus Online, The European und Vanity Fair. Von 2008 bis 2017 war er für das politische Magazin Cicero tätig, zuletzt als Chefreporter. 2014 war er für den Deutschen Reporterpreis in der Kategorie „Beste Reportage“ nominiert.

## Veröffentlichungen
- Generation Credo:  Warum wir glauben – Junge Menschen erzählen. Pattloch, 2007, ISBN 978-3-62902168-7
- mit Enoch zu Guttenberg und Marcus C. Hurek: Enoch zu Guttenberg: Dirigent, Intendant, Umweltschützer. Propyläen Verlag, 2011, ISBN 978-3-549-07421-3
- Der doppelte Schulz, (Artikel) 2014. OCLC 915483949
- Als sie noch zur Schule gingen: Lehrer erinnern sich an die Jugend von Angela Merkel, Sigmar Gabriel, Gregor Gysi und anderen Politikern. Rowohlt E-Book, 2016, ISBN 978-3-644-05361-8
- Gefallene Ritter: Malteserorden und Vatikan – Der Machtkampf zwischen zwei der ältesten Institutionen der Welt. Harper Collins, 2020, ISBN 978-3-95967368-6